# Peter Kupferschmidt
Peter Kupferschmidt (* 2. März 1942 in Filipovo, Jugoslawien) ist ein ehemaliger deutscher Fußballspieler, der von 1956 bis 1971 für den FC Bayern München aktiv war und mit ihm zu mehreren Erfolgen kam.

## Karriere

### Ober-/Regionalliga Süd (1960–1965)
Als Sohn jugoslawiendeutscher Eltern in Filipovo, deutsch Filipowa (damals von Ungarn besetzt und Szentfülöp genannt) geboren, zog er mit ihnen 1956 nach Deutschland.
In München niedergelassen schloss er sich dem SV Gartenstadt Trudering und wenig später der Jugendabteilung des FC Bayern München an. Für die Spielzeit 1960/61 erhielt er einen Lizenzspielervertrag bei den Profis und debütierte am 30. April 1961 (30. Spieltag) in der Oberliga Süd beim 2:1-Sieg im Auswärtsspiel gegen den 1. FC Schweinfurt 05, seinem einzigen Saisonspiel.
In den beiden darauffolgenden Spielzeiten – unter Trainer Helmut Schneider – bestritt er nur zehn bzw. elf Oberligaspiele, in denen der Durchbruch zum Stammspieler nicht gelang; jedoch der erste internationale Einsatz. Am 16. Oktober 1962 kam er in der 1. Runde um den Messepokal beim 3:0-Sieg gegen die Stadtauswahl Basel in der Schweiz als linker Verteidiger zum Einsatz.
Zu Saisonbeginn 1963/64 gehörte der FC Bayern München nicht zu den Gründungsmitgliedern der neu geschaffenen höchsten deutschen Fußballklasse – der Bundesliga – und spielte nun in der zweitklassigen Regionalliga Süd, in der Kupferschmidt (bis 1965) 64 Spiele bestritt und ein Tor erzielte. Dieses gelang ihm am 3. Mai 1965 (37. Spieltag) bei der 1:2-Niederlage im Auswärtsspiel gegen den FSV Frankfurt. Unter Trainer Tschik Čajkovski erreichte Kupferschmidt 1964 mit der Mannschaft den 2. Tabellenplatz in der Regionalliga Süd, der zur Teilnahme an der Aufstiegsrunde zur Bundesliga berechtigte, in der am Ende jedoch ein Punkt zum Aufstieg fehlte. In der Folgesaison wurde er mit der Mannschaft Meister in der Regionalliga Süd.
In der sich anschließenden und erfolgreich gestalteten Aufstiegsrunde – an dessen Abschluss der Aufstieg in die Bundesliga stand – kam Kupferschmidt, seit zwei Jahren zur Stammbesetzung zählend, in drei der insgesamt neun Spiele zum Einsatz.

### Bundesliga (1965–1971)
Beim 2:0-Sieg gegen Eintracht Frankfurt am 21. August 1965 im Stadion an der Grünwalder Straße gab Kupferschmidt sein Bundesligadebüt, sein erstes von 30 Spielen in seiner Premierensaison. Sein erstes Bundesligator erzielte er in der Folgesaison am 13. Mai 1967 (31. Spieltag) beim 5:0-Sieg im Heimspiel gegen FC Schalke 04 mit dem Treffer zum 1:0 in der 42. Minute.
Nach einem vielbeachteten dritten Platz in der Meisterschaft konnte Kupferschmidt am 4. Juni 1966 – mit einem 4:2-Sieg über den Meidericher SV – den Gewinn des DFB-Pokals feiern. Er war auch aktiv beteiligt, als der FC Bayern München am 31. Mai 1967 in Nürnberg erstmals den Europapokal der Pokalsieger (1:0 n. V. gegen die Glasgow Rangers) und am 10. Juni 1967 (4:0 gegen den Hamburger SV) erneut den DFB-Pokal gewann.
Für den Gewinn des Europa-Pokals wurde er – zusammen mit der Mannschaft des FC Bayern München – am 3. Dezember 1967 mit dem Silbernen Lorbeerblatt ausgezeichnet.
Unter Branko Zebec kam Kupferschmidt in der Saison 1968/69 nur noch zu 22 Einsätzen, da der Trainer auf Werner Olk, Franz Beckenbauer, Georg Schwarzenbeck und den Österreicher Peter Pumm als Abwehrformation setzte; beim erneuten Gewinn des DFB-Pokals 1969 blieb ihm jegliches Pokalspiel verwehrt.
1969/70, als die Bayern Zweiter in der Meisterschaft wurden, kam Kupferschmidt in 16 Spielen zum Einsatz, in denen er drei Tore erzielte. Sein letztes Spiel bestritt er am 3. Mai 1970 (34. Spieltag) beim 2:2-Unentschieden „auf Schalke“. In seiner letzten Bundesligaspielzeit, 1970/71, brachte ihn Trainer Udo Lattek nicht mehr zum Einsatz, wohl aber im Erstrundenrückspiel gegen die Glasgow Rangers, im Achtelfinalhinspiel gegen Sparta Rotterdam und im Halbfinal-Rückspiel gegen den FC Liverpool um den Messepokal.
Spiele, die Kupferschmidt für den FC Bayern München bestritt:
- 135 × in der Bundesliga (4 Tore)
- 064 × in der Regionalliga (1 Tor)
- 022 × in der Oberliga
- 014 × im DFB-Pokal  (2 Tore)
- 016 × im Europapokal (2 Tore)
- 003 × im Messepokal
- 009 × in den Aufstiegsrunden

### Bundes- und Regionalliga (Österreich 1971–1973)
Kupferschmidt wechselte zur Saison 1971/72 zum österreichischen Erstligisten SK Sturm Graz, für den er 27 Spiele betritt und mit ihm am Saisonende den siebten Platz belegte. Danach wechselte er zum Kapfenberger SV, mit dem er am Saisonende 1972/73 in der zweitklassigen Regionalliga Mitte den zweiten Platz belegte.